# Lactocollybia epia
Lactocollybia epia är en svampart som först beskrevs av Berk. & Broome, och fick sitt nu gällande namn av David Norman Pegler 1986. Lactocollybia epia ingår i släktet Lactocollybia och familjen Marasmiaceae.   Inga underarter finns listade i Catalogue of Life.